# Ławeczka Bolesława Prusa w Nałęczowie
Ławeczka Bolesława Prusa w Nałęczowie – pomnik odsłonięty w niedzielę 20 października 2002.
Jest dziełem rzeźbiarzy: Stanisława Strzyżyńskiego, ur. 1923 w Kaliskach, woj. wielkopolskie i jego syna Zbigniewa Strzyżyńskiego, ur. 1955 w Nałęczowie.
Pomnik w postaci ławki odlanej z brązu znajduje się w parku zdrojowym obok Pałacu Małachowskich w pobliżu stawu i pijalni wód. Przedstawia siedzącą postać pisarza w meloniku, z dłonią opartą na książce.